# موکویاما کوسون

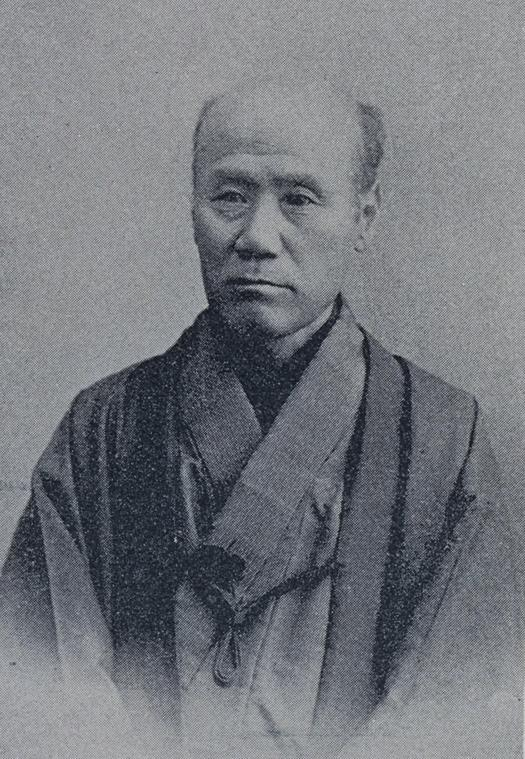

موکویاما کوسون (به ژاپنی: 向山 黄村 むこうやま こうそん)؛ ۱۹ فوریهٔ ۱۸۲۶ – ۱۲ اوت ۱۸۹۷) پرسنل نظامی و شاعر در دوره شوگون‌سالاری توکوگاوا ژاپن بود. یک مقام شوگونی و شاعر چینی از پایان دوره ادو تا دوره میجی. نام کوچک او ایچیری، تخلص ادبی‌اش کینبون بود و معمولاً با نام‌های ایگورو و هایاتو ماسا شناخته می‌شد. شینکیچی موکایاما، معاون دریاسالار، پسرخوانده او بود.